# Balansia oryzae-sativae
Balansia oryzae-sativae är en svampart som beskrevs av Hashioka 1971. Balansia oryzae-sativae ingår i släktet Balansia och familjen Clavicipitaceae.   Inga underarter finns listade i Catalogue of Life.